# Alliance du peuple (Islande)
 (août 2018).
Si vous disposez d'ouvrages ou d'articles de référence ou si vous connaissez des sites web de qualité traitant du thème abordé ici, merci de compléter l'article en donnant les références utiles à sa vérifiabilité et en les liant à la section « Notes et références ».
L'Alliance populaire (en islandais : Alþýðubandalagið) était un parti politique islandais.

## Résultats électoraux

### Législatives
| Élection    | Voix   | %    | Sièges  | Position |
| ----------- | ------ | ---- | ------- | -------- |
| 1956        | 12 422 | 19,2 | 8 / 52  | 2e       |
| 1959 (juin) | 12 929 | 15,3 | 7 / 52  | 3e       |
| 1959 (oct)  | 13 621 | 16,0 | 10 / 60 | 3e       |
| 1963        | 14 274 | 16,0 | 9 / 60  | 3e       |
| 1967        | 16 923 | 17,6 | 10 / 60 | 3e       |
| 1971        | 18 055 | 17,1 | 10 / 60 | 3e       |
| 1974        | 20 924 | 18,3 | 11 / 60 | 3e       |
| 1978        | 27 952 | 22,9 | 14 / 60 | 2e       |
| 1979        | 24 401 | 19,7 | 11 / 60 | 3e       |
| 1983        | 22 490 | 17,3 | 10 / 60 | 3e       |
| 1987        | 20 387 | 13,4 | 8 / 63  | 4e       |
| 1991        | 22 706 | 14,4 | 9 / 63  | 4e       |
| 1995        | 23 597 | 14,3 | 9 / 63  | 3e       |